# Bailando
Bailando (spanisch für „tanzend“) ist ein Lied des belgischen Musikprojekts Paradisio. Der Song ist die erste Singleauskopplung seines Debütalbums Paradisio und wurde Anfang des Jahres 1996 veröffentlicht. Im deutschsprachigen Raum ist vor allem die 1998 erschienene Coverversion des niederländischen Musikprojekts Loona bekannt.

## Hintergrund
Der Originalsong wurde von den Paradisio-Mitgliedern Patrick Samoy, Luc Rigaux, María Isabel García Asensio geschrieben und von The Unity Mixers, wiederum bestehend aus Patrick Samoy und Luc Rigaux, produziert. Die Single war zunächst vor allem in ihrem Heimatland Belgien erfolgreich, wo sie die Top 10 der Charts erreichte. 1997 belegte Bailando schließlich die Chartspitze in Schweden, Norwegen, Dänemark und Finnland sowie Rang vier in Frankreich. Es wurden auch zwei Musikvideos zum Lied veröffentlicht, von denen die internationale Version von 1997 auf YouTube über 60 Millionen Aufrufe verzeichnet (Stand: August 2024).
| ChartsChartplatzierungen | Höchstplatzierung | Wochen |
| ------------------------ | ----------------- | ------ |
| Flandern (Ultratop)      | 2 (23 Wo.)        | 23     |
| Wallonie (Ultratop)      | 8 (42 Wo.)        | 42     |

Auszeichnungen für Musikverkäufe

| Land/Region     | Auszeichnungen für Musikverkäufe (Land/Region, Auszeichnung, Verkäufe) | Verkäufe |
| --------------- | ---------------------------------------------------------------------- | -------- |
| Belgien (BRMA)  | Gold                                                                   | 15.000   |
| Norwegen (IFPI) | 2× Platin                                                              | 20.000   |
| Schweden (IFPI) | Gold                                                                   | 15.000   |
| Insgesamt       | 2× Gold · 2× Platin ·                                                  | 50.000   |

## Coverversion von Loona
Am 15. Juni 1998 veröffentlichte das niederländische Musikprojekt Loona eine Coverversion des Liedes mit gleichem Text, aber anderer Musik. Der Song wurde als erste Single des Studioalbums Lunita ausgekoppelt und war vor allem im deutschsprachigen Raum erfolgreich.

### Inhalt
Bailando ist ein fröhliches Sommerlied, das den Hörer zum Tanzen auffordert und gute Laune verbreitet. Dabei singt Loona von einer Party, auf der die ganze Nacht getanzt wird und sich die Leute näher kommen. Sie bezeichnet die Feier als ein Paradies unter Vollmond.

«Bailando, bailando

Amigos, adiós, adiós, el silencio loco»

### Produktion
Die Coverversion wurde von Loona-Mitglied DJ Sammy in Zusammenarbeit mit dem deutschen Musikproduzenten Henning Reith produziert. Dabei verwendeten sie eine Interpolation der Synthesizer-Melodie des Songs Don’t Go des britischen Synthie-Pop-Duos Yazoo.

### Musikvideo
Das zu Bailando gedrehte Musikvideo wurde von dem deutschen Regisseur Wilfried Happel gedreht. Es verzeichnet auf YouTube über 20 Millionen Aufrufe (Stand: August 2024).
Das Video zeigt Loona mit einer Gruppe leicht-bekleideter Tänzer am Strand einer Bucht, mit denen sie eine Choreografie tanzt, während sie den Song singt. Zwischendurch sind einige Tänzerinnen in Nahaufnahme zu sehen sowie ein Tänzer, der mit einem Hund am Strand spielt. Gegen Ende wechselt es von sonnigem Tag zu mondbeschienener Nacht.

### Single

#### Covergestaltung
Das Singlecover zeigt mittig die blau-orangen Schriftzüge Bailando und Loona sowie dazwischen eine orange Palme. Der Hintergrund besteht aus blauem Wasser. Links im Bild befindet sich eine Frau in einer gelben Bikinihose, die dem Betrachter den Rücken zuwendet und zum Sprung ins Wasser ansetzt. Am unteren Bildrand stehen zudem die Schriftzüge The Real Carnival Atmosphere From Rio De Janeiro und Inspired By Paradisio in Blau auf orangem Grund.

#### Titelliste
1. Bailando (Energia-Mix - Short Version) – 3:33
2. Bailando (Energia-Mix - Extended Version) – 5:29
3. Bailando (Besa Me-Mix - Extended Version) – 4:54
4. Noche Linda – 3:57

#### Chartplatzierungen
Bailando stieg am 29. Juni 1998 auf Platz elf in die deutschen Singlecharts ein und erreichte fünf Wochen später die Chartspitze, an der es sich sechs Wochen lang halten konnte. Insgesamt hielt sich der Song 24 Wochen in den Top 100, davon 14 Wochen in den Top 10. Auch in der Schweiz belegte die Single Rang eins, während sie in Österreich Position drei und in den Niederlanden Platz 13 erreichte. In den deutschen Single-Jahrescharts 1998 belegte das Lied Rang neun.
| ChartsChartplatzierungen  | Höchstplatzierung | Wochen |
| ------------------------- | ----------------- | ------ |
| Deutschland (GfK)         | 1 (24 Wo.)        | 24     |
| Österreich (Ö3)           | 3 (18 Wo.)        | 18     |
| Schweiz (IFPI)            | 1 (23 Wo.)        | 23     |
| Niederlande (Media Markt) | 13 (9 Wo.)        | 9      |

| ChartsJahrescharts (1998) | Platzierung |
| ------------------------- | ----------- |
| Deutschland (GfK)         | 9           |
| Österreich (Ö3)           | 14          |
| Schweiz (IFPI)            | 8           |
| Niederlande (Media Markt) | 100         |

#### Auszeichnungen für Musikverkäufe
Bailando wurde noch im Erscheinungsjahr für mehr als 500.000 Verkäufe in Deutschland mit einer Platin-Schallplatte ausgezeichnet. In Österreich und der Schweiz erhielt das Lied ebenfalls 1998 jeweils eine Goldene Schallplatte für je über 25.000 verkaufte Einheiten.

| Land/Region        | Auszeichnungen für Musikverkäufe (Land/Region, Auszeichnung, Verkäufe) | Verkäufe |
| ------------------ | ---------------------------------------------------------------------- | -------- |
| Deutschland (BVMI) | Platin                                                                 | 500.000  |
| Österreich (IFPI)  | Gold                                                                   | 25.000   |
| Schweiz (IFPI)     | Gold                                                                   | 25.000   |
| Insgesamt          | 2× Gold · 1× Platin ·                                                  | 550.000  |

Bei der Echoverleihung 1999 wurde Bailando in der Kategorie Dance Single des Jahres national ausgezeichnet. 2016 wurde der Song von GfK Entertainment rückwirkend zum Sommerhit des Jahres 1998 in Deutschland gekürt.